# Ryo Miyaichi
Ryo Miyaichi (宮市 亮, Miya'ichi Ryō) né le 14 décembre 1992 à Okazaki au Japon, est un footballeur international japonais qui évolue au poste d'attaquant au Yokohama F·Marinos.

## Biographie

### En club
Miyaichi fait un essai pour Arsenal lors de l'été 2010 où il impressionne le manager d'Arsenal. Arsène Wenger est convaincu par les qualités du joueur et lui offre par conséquent un contrat avec les Gunners.
Le 31 janvier 2011, Miyaichi rejoint le club et signe un contrat professionnel. Wenger déclare : « Nous sommes ravis que Ryo Miyaichi nous ait rejoint. Il a fait un essai avec nous durant l'été et il a un talent brut qui a attiré beaucoup de clubs dans le monde entier. »
Juste après sa signature pour Arsenal, il est annoncé que Miyaichi est prêté au Feyenoord Rotterdam.
Le 5 février, il joue son premier match lors du match nul 1-1 contre Vitesse. Il joue l'intégralité des 90 minutes et est nommé homme du match. Miyaichi joue contre Heracles Almelo, il marque le premier but et est à l'origine du second pour le Feyenoord. Le 17 avril 2011, il marque deux buts et fait deux passes décisives lors de la victoire 6-1 contre Willem II. 
Les médias néerlandais lui donne le surnom de "Ryodinho" en référence à Ronaldinho.
Après son prêt au Feyenoord, il fait son retour à Arsenal où il intègre l'équipe première pour l'entraînement de pré-saison. Il est inclus dans la liste des 23 joueurs convoqués pour le tour en Asie. Il joue le match de pré-saison contre le Malaysia All-Stars XI, étant titulaire avant d'être remplacé par Robin van Persie à la 66e minute.
Le 9 août 2011, Miyaichi obtient un permis de travail et peut désormais jouer des matchs officiels pour Arsenal. Il est inclus dans la liste des 23 joueurs appelés pour le match contre l'Udinese Calcio en Ligue des Champions.
Le 23 août 2011, Ryo Miyaichi joue pour la réserve d'Arsenal contre la réserve de Wigan et marque à la 83e minute.
Le 20 septembre 2011, Miyaichi fait ses débuts officiel pour l'équipe première contre Shrewsbury Town en 3e tour de League Cup en entrant à la 71e minute. Il entre également en jeu contre Bolton, toujours en League Cup.
Lors du match de la réserve d'Arsenal contre la réserve de Fulham, le 7 novembre 2011, Miyaichi ne reste que 34 minutes sur le terrain avant de sortir pour cause de blessure à la cheville. Il est out 4-6 semaines.
Le 31 janvier 2012, Miyaichi est prêté au Bolton Wanderers jusqu'à la fin de saison. Le 11 février, il fait ses débuts en remplaçant Martin Petrov à la mi-temps. Le week-end suivant, il est titularisé pour la première lors de la victoire 2-0 en FA Cup contre le Millwall FC, match durant lequel il marque son premier but. Lors de la défaite 3-0 contre Chelsea, il fait ses débuts en Premier League.
Il est élu joueur du mois de février par les fans de Bolton.
Le 13 août 2012, Arsenal annonce que Miyaichi part en prêt toute la saison à Wigan. Le 28 août, il fait ses débuts en entrant en jeu en League Cup lors de la victoire 4-1 contre Nottingham Forest. Il fait une passe décisive pour Callum McManaman. Après, cependant, il ne fait que 3 apparitions à cause d'une blessure. Le 9 mars, il fait son retour en remplaçant Callum McManaman lors d'un match de FA Cup contre Everton. Miyaichi ne joue que 45 minutes, il se blesse à la cheville après un tacle de Kevin Mirallas.
Il retourne à Arsenal pour la saison 2013-2014. Il joue son premier match de Ligue des champions le 27 aout 2013 en entrant en jeu à la 74e minute à la place de Theo Walcott contre le Fenerbahçe à l'Emirates Stadium.
Le 1er septembre 2014, lors du dernier jour du mercato estival, Miyaichi est envoyé en prêt pour la saison au FC Twente.
Il ne parvient pas à convaincre et est envoyé au Jong FC Twente, équipe réserve du FC Twente jouant en Jupier League (division 2).
En fin de contrat à Arsenal, il s'engage pour trois ans au club allemand du FC St. Pauli (D2) le 18 juin 2015.

### En sélection
Convoqué une première fois en A pour le match amical face à l'Ouzbékistan en février 2012, Miyaichi n'entre pas en jeu.
Le 23 mai 2012, il honore sa première sélection en entrant à l'heure de jeu à la place de Shinji Kagawa lors du match amical face à l'Azerbaïdjan (2-0).

### Vie privée
Miyaichi est né dans une famille de sportifs, son père Tatsuya était joueur de basket-ball qui a joué puis qui a dirigé le club de basket de Toyota Motors. Son frère est lui aussi footballeur dans le club de Shonan Bellmare.

## Statistiques
| Saison                | Club                  | Championnat           | Championnat | Championnat | Coupe nationale | Coupe nationale | Coupe de la Ligue | Coupe de la Ligue | Supercoupe | Supercoupe | Compétition(s) continentale(s) | Compétition(s) continentale(s) | Compétition(s) continentale(s) | Japon | Japon | Total | Total |
| Saison                | Club                  | Division              | M.          | B.          | M.              | B.              | M.                | B.                | M.         | B.         | Comp.                          | M.                             | B.                             | M.    | B.    | M.    | B.    |
| 2010-2011             | Feyenoord Rotterdam   | Eredivisie            | 12          | 3           | -               | -               | -                 | -                 | -          | -          | -                              | -                              | -                              | -     | -     | 12    | 3     |
| 2011-2012             | Arsenal               | Premier League        | -           | -           | -               | -               | 2                 | 0                 | -          | -          | -                              | -                              | -                              | -     | -     | 2     | 0     |
| 2011-2012             | Bolton Wanderers      | Premier League        | 12          | 0           | 2               | 1               | -                 | -                 | -          | -          | -                              | -                              | -                              | 1     | 0     | 15    | 1     |
| 2012-2013             | Wigan Athletic        | Premier League        | 4           | 0           | 1               | 0               | 2                 | 0                 | -          | -          | -                              | -                              | -                              | 1     | 0     | 8     | 0     |
| 2013-2014             | Arsenal FC            | Premier League        | 1           | 0           | -               | -               | 2                 | 0                 | -          | -          | C1                             | 2                              | 0                              | -     | -     | 5     | 0     |
| 2014-2015             | FC Twente             | Eredivisie            | 8           | 0           | 1               | 0               | -                 | -                 | -          | -          | -                              | -                              | -                              | -     | -     | 9     | 0     |
| 2014-2015             | Jong FC Twente        | Jupiler League        | 8           | 2           | -               | -               | -                 | -                 | -          | -          | -                              | -                              | -                              | -     | -     | 8     | 2     |
| Total sur la carrière | Total sur la carrière | Total sur la carrière | 45          | 5           | 4               | 1               | 6                 | 0                 | 0          | 0          | -                              | 2                              | 0                              | 2     | 0     | 59    | 6     |